# Ryan Adams
Ryan Adams (ur. 5 listopada 1974) – amerykański wokalista, gitarzysta, tworzący w takich stylach jak rock, americana, folk. Wydaje albumy pod własnym nazwiskiem, jak również jako członek formacji Whiskeytown i The Cardinals. Był również producentem albumów dla takich wykonawców jak Willie Nelson, Jesse Malin, Jenny Lewis, i Fall Out Boy, współpracował z Counting Crows, Weezer, Norah Jones, America, Minnie Driver, Cowboy Junkies, Leona Naess, Toots and the Maytals, Beth Orton i Krista Polvere. Napisał tomik poezji Infinity Blues (2009) i zbiór wierszy i opowiadań Hello Sunshine (2009).

## Życiorys
Pochodzi z rozbitej rodziny, był wychowywany przez dziadków i swoją matkę. W wieku szesnastu lat porzucił szkołę i rozpoczął karierę muzyczną, występując z lokalnymi zespołami w Jacksonville. W latach 1994–2000 występował w formacji Whiskeytown, z którą nagrał trzy albumy. Po jej rozwiązaniu rozpoczął działalność solową. W latach 2000–2005 opublikował pięć albumów studyjnych, następnie stanął na czele formacji Ryan Adams & The Cardinals. Pod tym szyldem wydał kolejne pięć albumów. Po opuszczeniu The Cardinals w 2009 powrócił do działalności pod własnym nazwiskiem. W latach 2009–2016 był mężem Mandy Moore.

## Dyskografia
- Heartbreaker (2000)
- Gold (2001)
- Demolition (2002)
- Rock N Roll (2003)
- Love Is Hell (2004)
- Cold Roses (2005)
- Jacksonville City Nights (2005)
- 29 (2005)
- Easy Tiger (2007)
- Cardinology (2008)
- Orion (2010)
- III/IV (2010)
- Ashes & Fire (2011)
- Ryan Adams (2014)
- 1989 (2015)
- Prisoner (2017)
- Wednesdays (2020)[2]
- Big Colors (2021)[3]
- Chris (2022)[4]
- Romeo And Juliet (2022)[5]
- FM (2022)[6]
- Nebraska (2022)[7]
- Blood on the Tracks (2022)[8]
- Devolver (2023)[9]
- Morning Glory (2023)[10]

- Heatwave (2024)[11]
- Star Sign (2024)[11]
- Sword And Stone (2024)[12]
- 1985 (2024)[11]